# Cours Honoré-d'Estienne-d'Orves
Ne pas confondre avec le Cours Commandant-d'Estienne-d'Orves à Nantes
Pour les articles homonymes, voir Cours et D'Estienne d'Orves.
Le cours Honoré-d'Estienne-d'Orves est un cours-place piétonne touristique de restaurants du 1er arrondissement de Marseille.

## Situation et accès
Le cours est situé au cœur du quartier des Arsenaux, contiguë au Vieux-Port de Marseille.

## Origine du nom
La voie est baptisée du nom de l'officier de la Marine française, héros de la Seconde Guerre mondiale et martyr de la Résistance Honoré d'Estienne d'Orves (1901-1941).

## Historique
En 1488, le roi Charles VIII fait de ce quartier du Vieux-Port de Marseille, l'arsenal des galères militaire marseillais de la marine royale française, suivi par la construction de six tercenaux en 1494 (avec hébergement de garnisons royales et de jusqu’à 8000 forçats galériens). 

Vieux-Port de Marseille au Moyen Âge
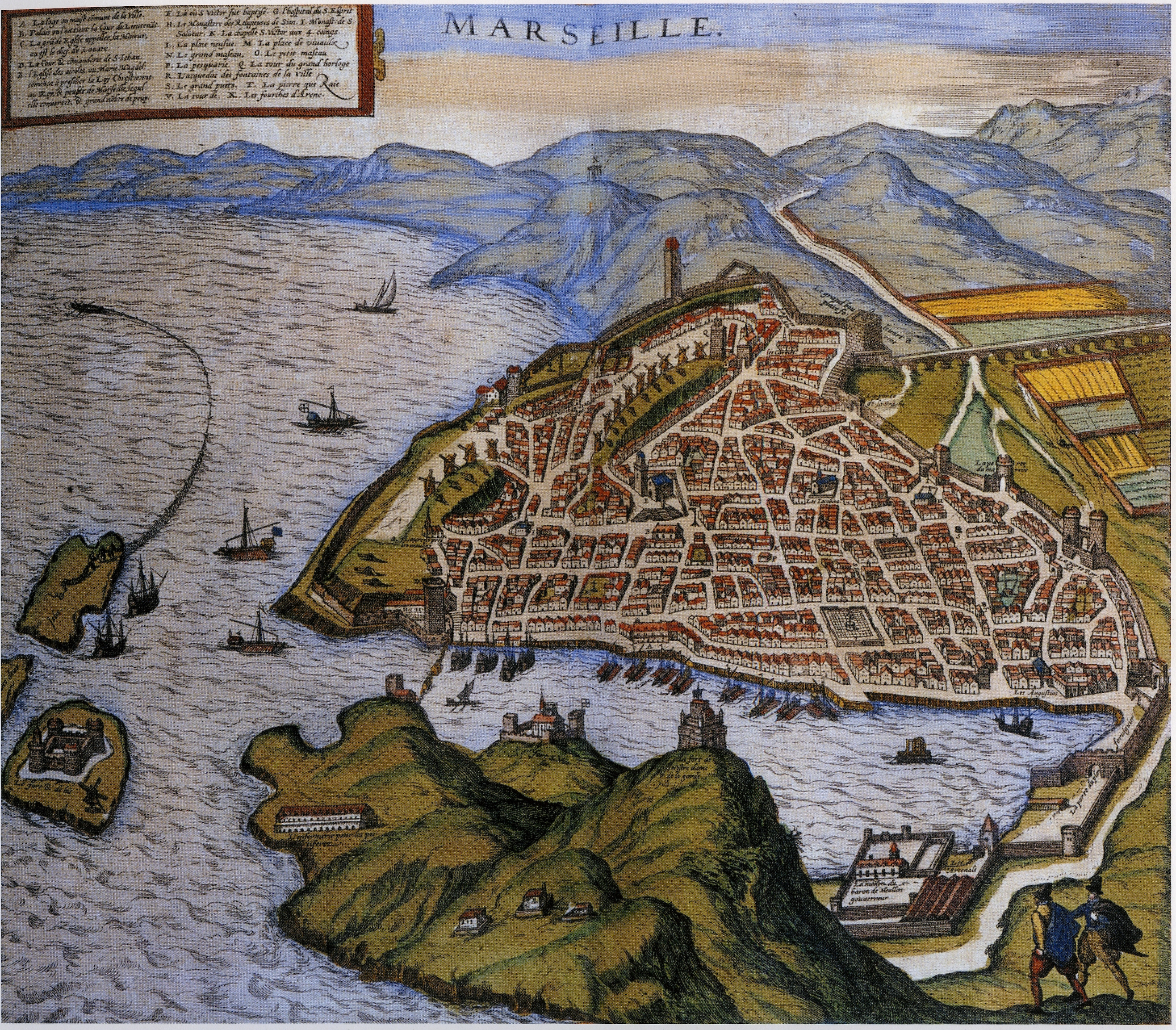
En 1584
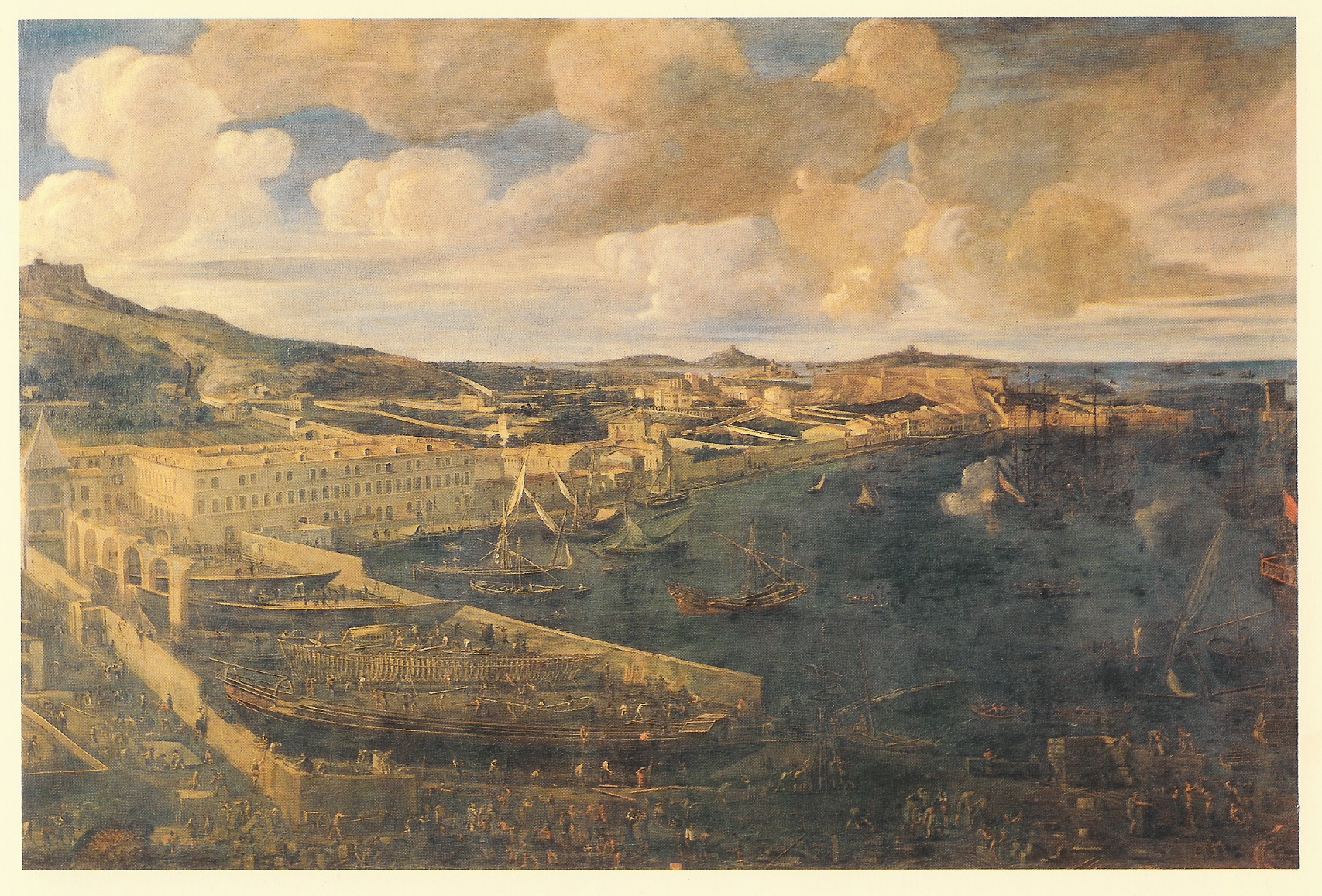
En 1666
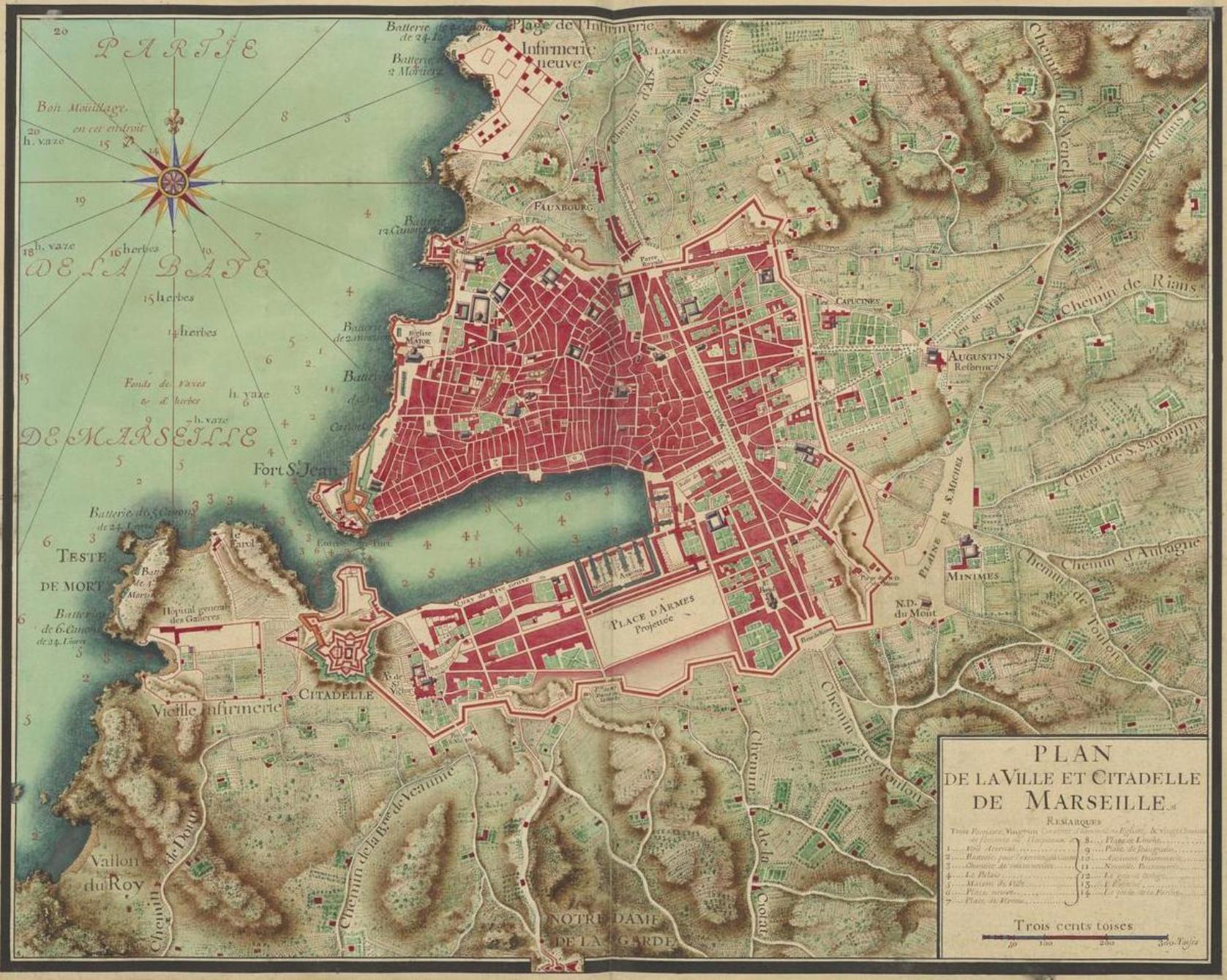
En 1700

En 1512, le roi Louis XII commande la construction de douze nouveaux tercenaux, dont six seront réalisés. À partir de 1529, à la suite de la série de déboires qui aboutissent au siège de Marseille par l'empereur germanique Charles Quint, le roi François Ier y fait construire treize nouvelles galères. L'hôpital des forçats est fondé en 1646 à l'initiative des frères de Saint Vincent de Paul. Un canal intérieur est creusé en 1702. D'abord appelé « la Darse », il prend le nom de canal de la Douane en 1780, dont le tracé passe également par la place aux Huiles et le cours Jean-Ballard voisins. L'arsenal des galères de Marseille est achevé en 1707. Il est alors le plus important de France, avec jusqu'à 40 galères en service. Avec le déclin des galères, l'État le regroupe en 1781 avec l'arsenal de Toulon, et cède les lieux à la ville, alors occupés entre autres par de riches marchands, puis par l'édition de quotidiens régionaux. Le canal de la Douane est comblé entre 1927 et 1929.
En 1965, la ville signe une concession avec Shell pour construire un parking aérien sur le cours. L'édifice, très décrié, est démoli en 1987 et remplacé par le parking souterrain actuel.

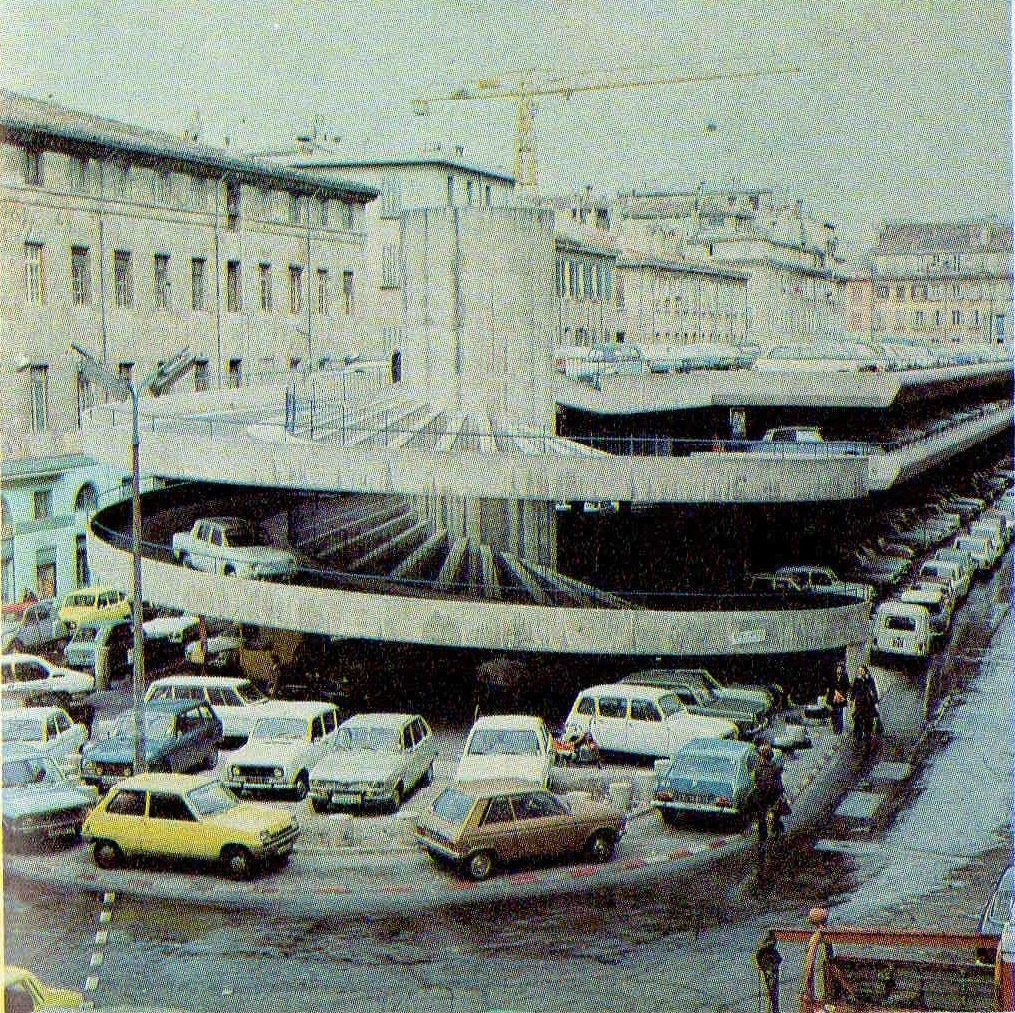
Le parking, avant 1989.

## Bâtiments remarquables et lieux de mémoire
Cette vaste zone piétonne est à ce jour une des principales places touristiques de Marseille, imaginée par l'urbaniste Charlie Bové, et inaugurée en 1989. Elle est aménagée avec de nombreux restaurants (en particulier de cuisine de la Provence méditerranéenne et de poissons et bouillabaisse du marché aux poissons du Vieux-Port de Marseille), vastes terrasses aménagées de restaurants, cafés, bars, boutiques, galeries d'art, manifestations culturelles divers, ainsi que patinoire, foire aux santons et marché de Noël en hiver. 
L'ancien siège historique de l'arsenal des galères des no  23 et no  25 de la place est transformé à ce jour en librairie-galerie-boutique-restaurant « Les Arcenaux » institutionnel et pittoresque de Marseille. 
Le journal régional progressiste La Marseillaise a son siège au no  15. 

Quelques vues
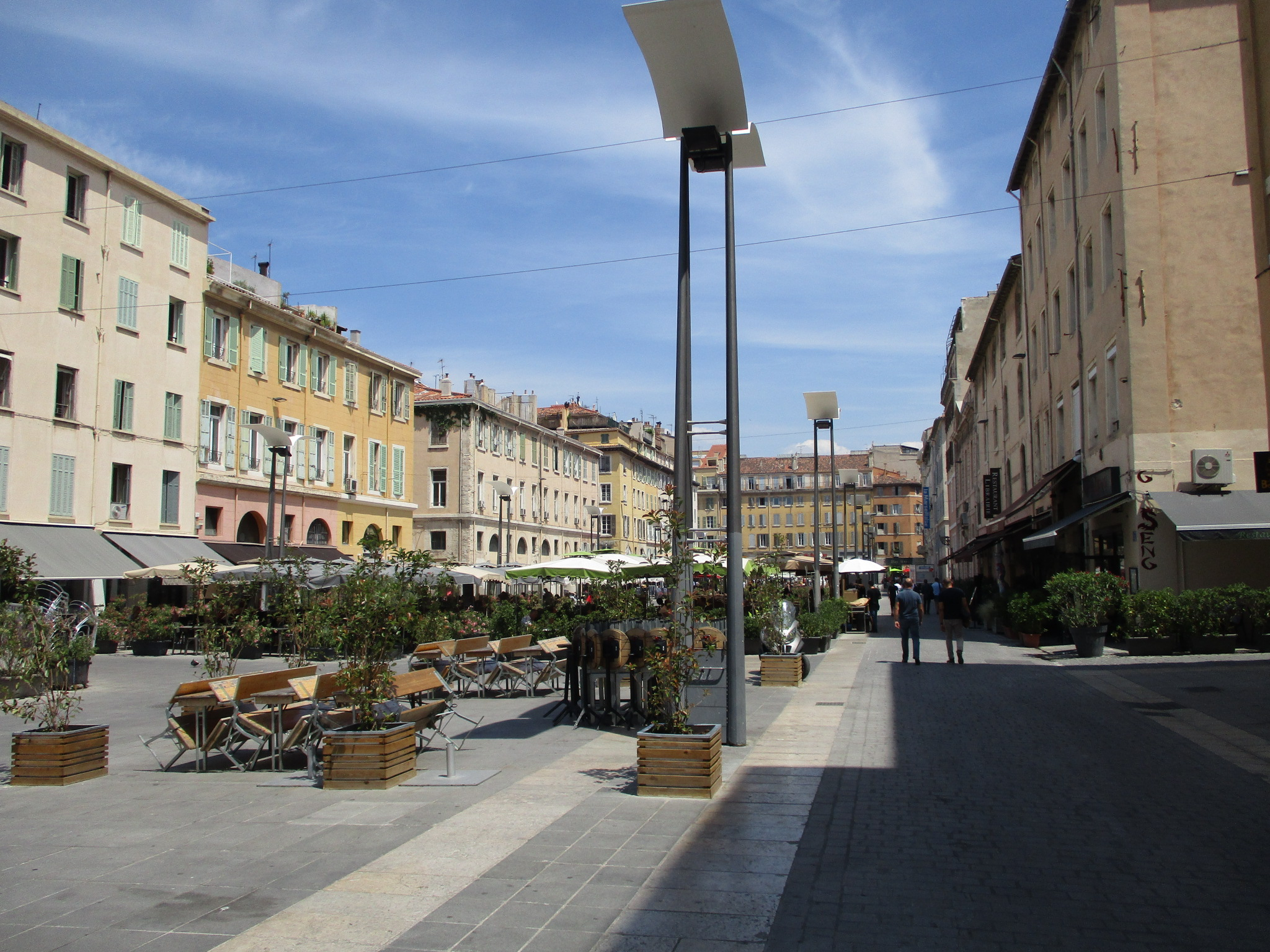
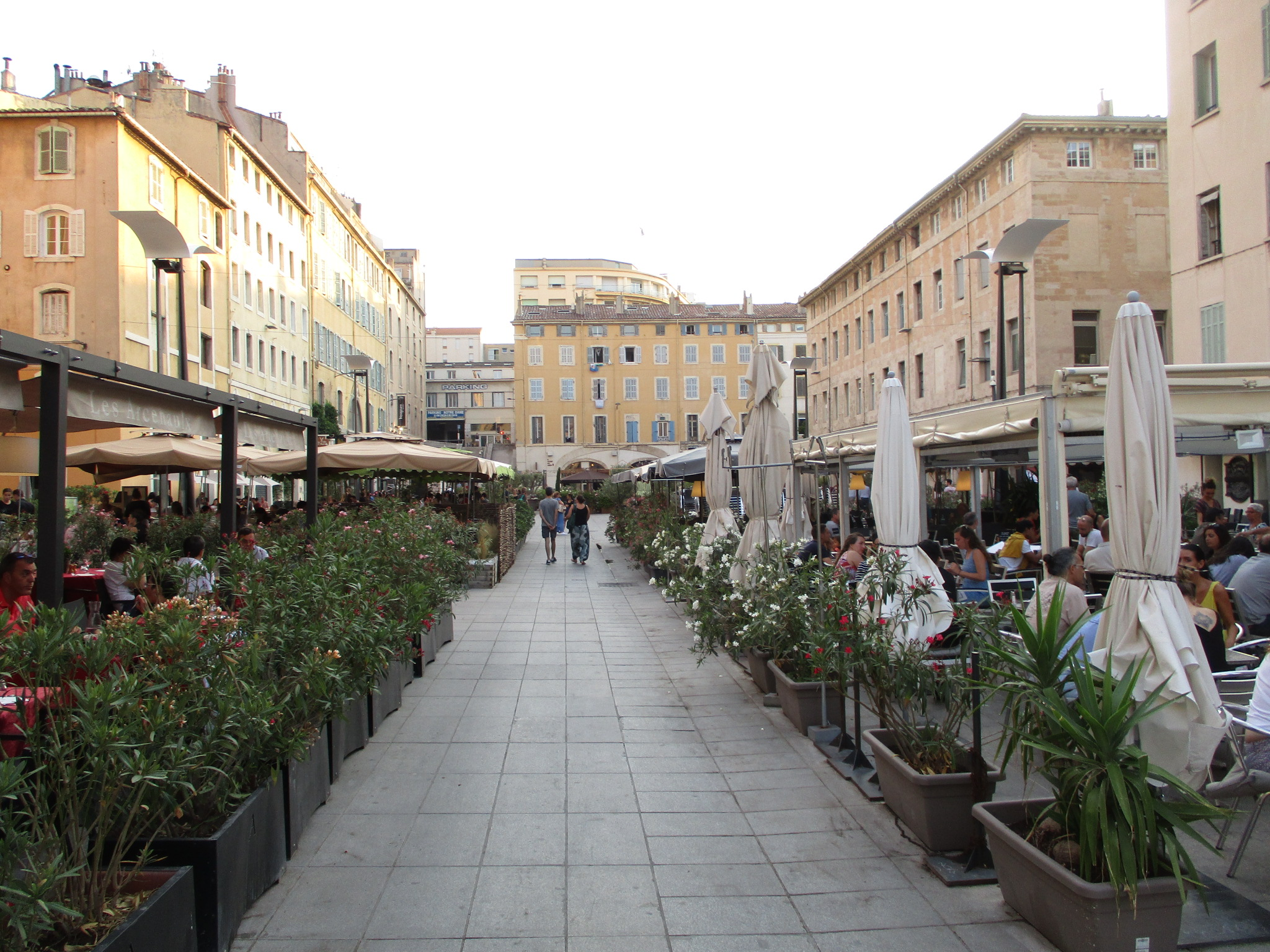
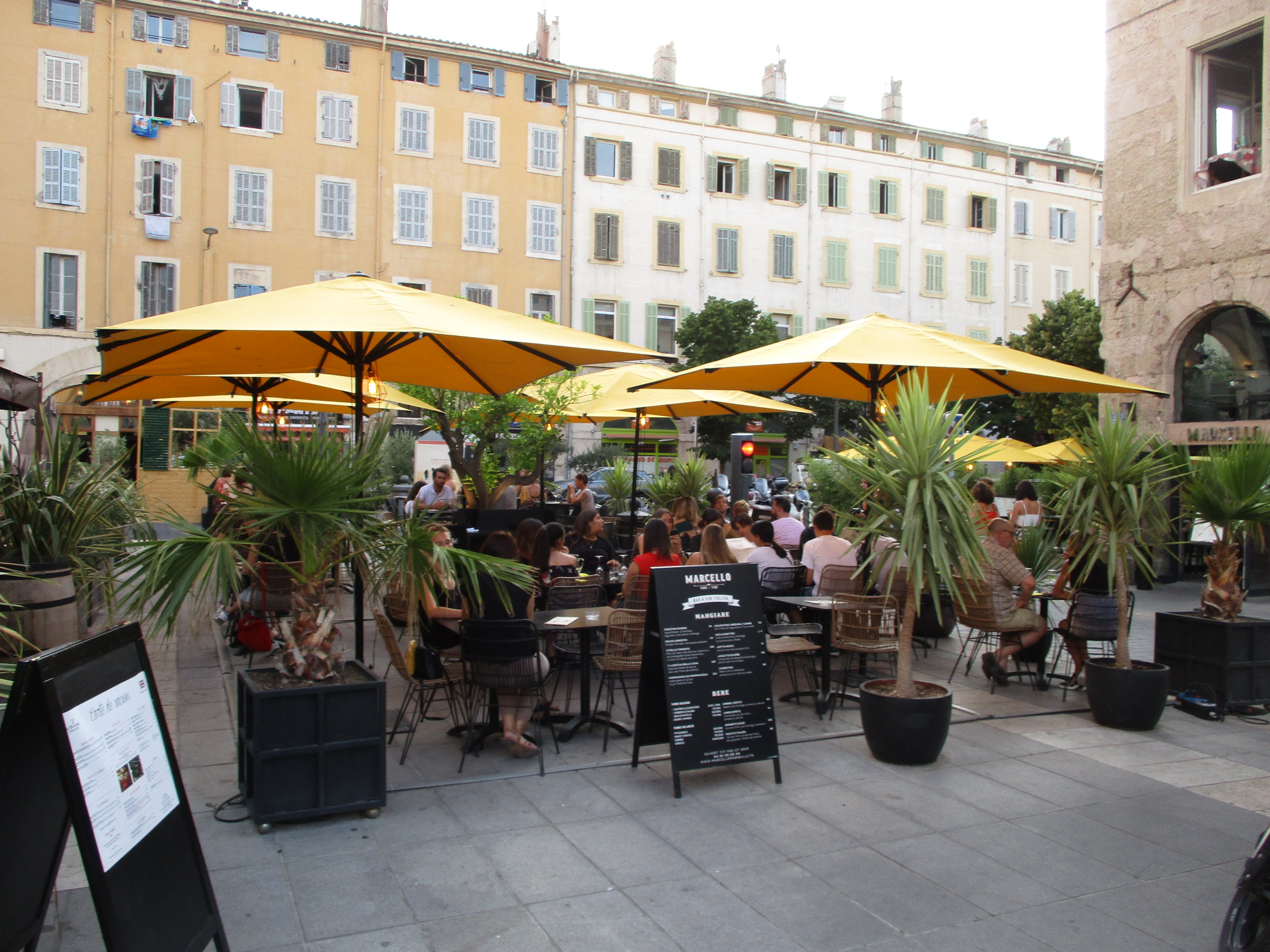
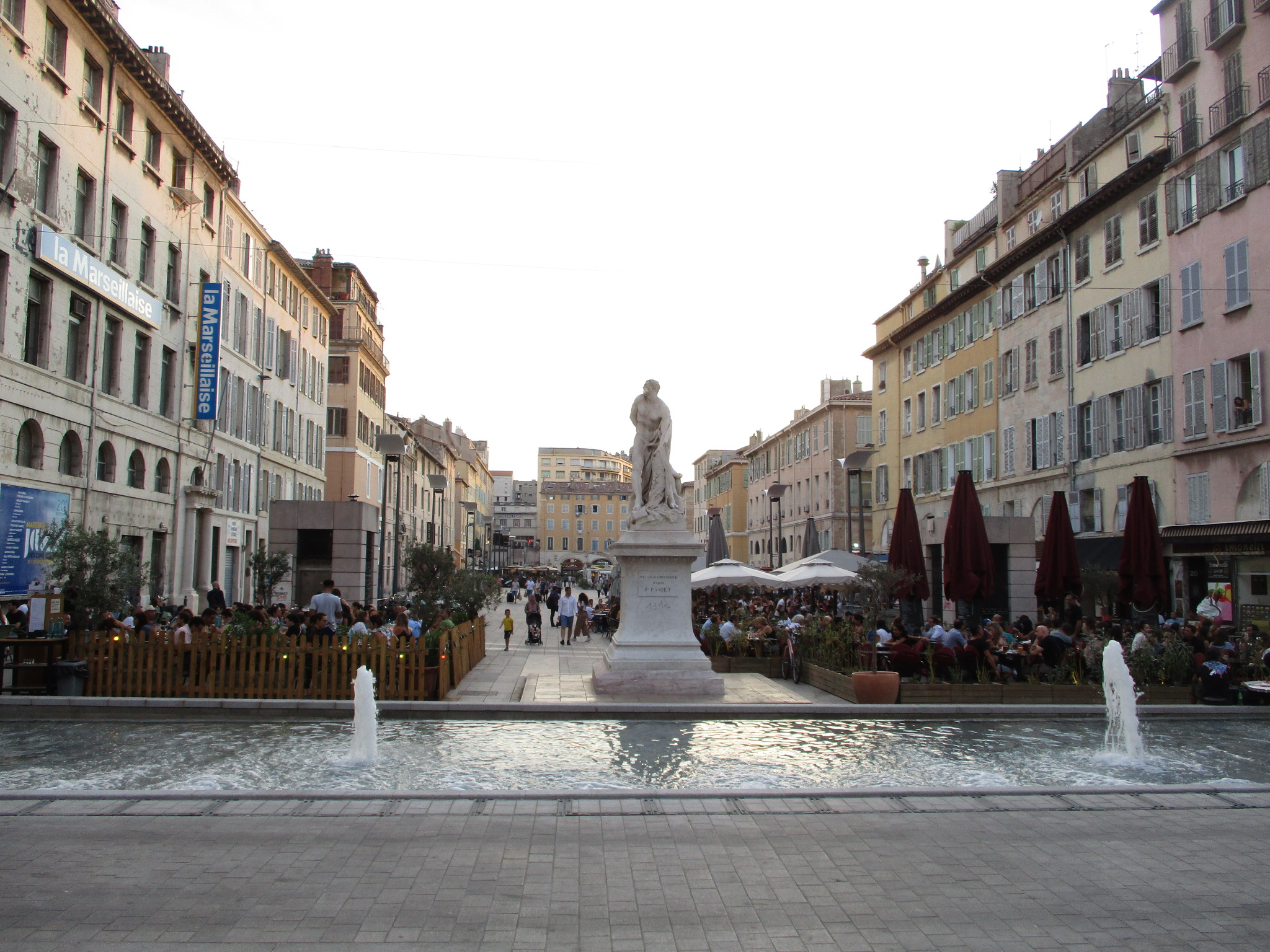
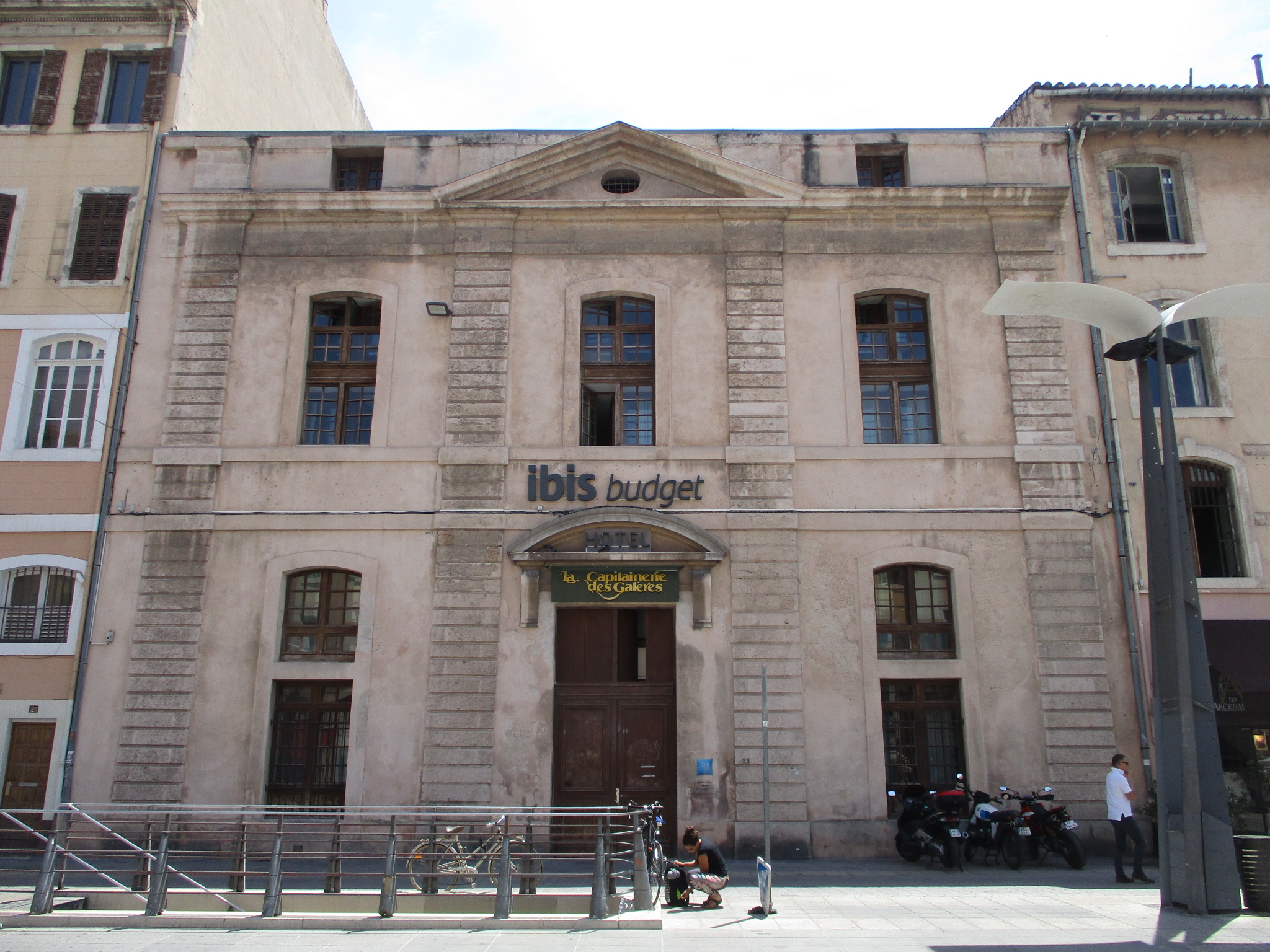
Ancienne capitainerie
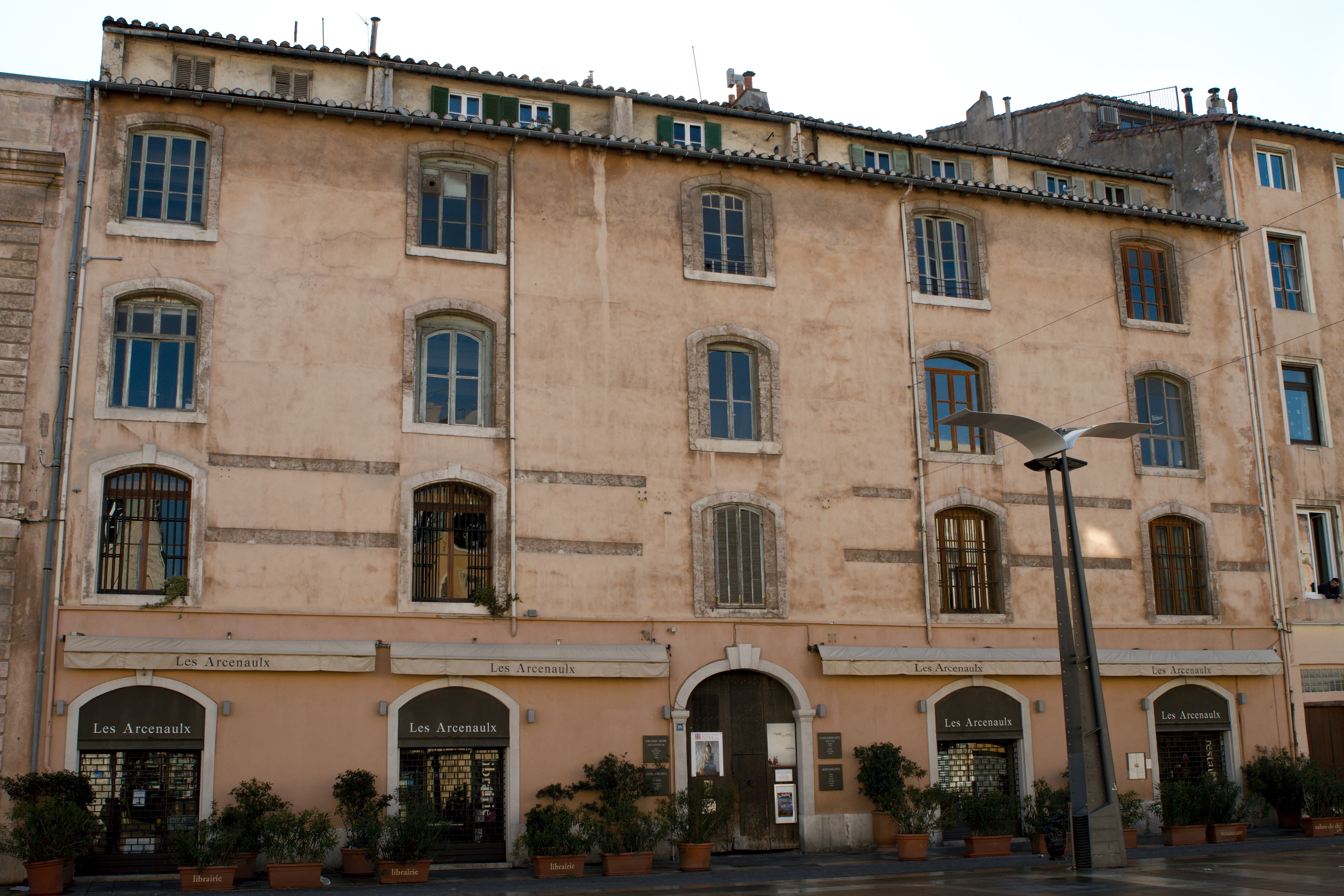
Ancien siège des Arsenaux